# Rolene Strauss
Rolene Strauss (Volksrust, 22 de abril de 1992) é uma modelo sul-africana que foi eleita Miss Mundo 2014, sendo a terceira sul-africana a vencer o concurso, realizado em 14 de dezembro de 2014 em Londres, derrotando outras 120 candidatas.
Ela foi a terceira de seu país a ostentar este título, depois de Penelope Anne Coelen em 1958 e Anneline Kriel em 1974.

## Biografia
Rolene Strauss é filha de pai médico e mãe enfermeira (Hennie e Theresa Strauss) e nasceu através do método de bebé-proveta. Ela tem um irmão mais novo.
Na época em que participou dos concursos de beleza, estava no quarto ano de Medicina na Universidade of the Free State em Bloemfontein. Ela se formou médica em dezembro de 2017.
Gosta de dirigir e de jogar golfe e é fluente em inglês e na língua africana local.
É casada desde fevereiro de 2016 com D’Niel Strauss, de quem havia ficado noiva durante seu reinado.

## Participação em Concursos de Beleza

### Miss África do Sul
Rolene participou do Elite Model Look em 2007, que venceu, do Miss África do Sul 2011, onde ficou no Top 5  e do Miss África do Sul 2014, que venceu em março de 2014.

### Miss Mundo
No Miss Mundo 2014, Rolene, então com 22 anos, derrotou outras 120 candidatas e se tornou a terceira sul-africana a vencer o concurso.
Pouco antes de coroar sua sucessora, Rolene declarou: “sou grata por todos os bons e maus momentos que vivi durante meu  ano de reinado”.
Durante seu reinado, Rolene viajou para a Índia, Sri Lanka, Filipinas, EUA, Indonésia, Jamaica e México, entre outros países.

## Vida após o Miss Mundo
Após coroas sua sucessora, Rolene voltou para seu país natal e retomou os estudos de Medicina. Ela se formou médica em dezembro de 2017.
Em fevereiro de 2016, casou-se na África do Sul com D’Niel Strauss, de quem estava noiva há alguns meses. Entre seus convidados estavam Melinda Bam, Miss África do Sul 2011, e Megan Young, Miss Mundo 2013.
O casal tem dois filhos.

## Ligações Externas
- Facebook oficial
- Instagram oficial